# أسياش
أسياش (وهو المصطلح الألماني لكلمة "آسيوي") هو الألبوم الاستوديو الأول الكامل للموسيقية الكويتية فاطمة القادري، صدر عن دار النشر هايبردب في ٥ أيار من سنة ٢٠١٤. هذا العمل يدور حول ما أطلقت عليه القادري اسم "الصين المتخيلة"، وهو تصور قائم على الصور النمطية عن دول وآسيا الشرقية والثقافات المرتبطة بها التي تكونت في وسائل الإعلام الغربية.
من الناحية الموسيقية، يستمد الألبوم عناصره من نوع موسيقى الغرايم الذي يسمى سينوغرايم، وهو أسلوب يستخدم مكونات موسيقية شرقية آسيوية. في تمثيله للصور النمطية عن آسيا، يتضمن الألبوم مجموعات إيقاع رقمية تقليدية صينية ويابانية الطراز، بالإضافة إلى أصوات سنثيسايزر مع إعدادات تحاكي الموسيقى الآسيوية، إلى جانب قصائد صينية قديمة "مجزأة" أو غير مرتبة.
كانت إحدى الإلهامات الرئيسية لدى القادري في إنتاج ألبوم أسياش هي صنع نسخة أكابيلا من أغنية "لا شيء يقارن بك" بصوت يُشبه الماندرين لكنها لا تحمل معنى واضح، والتي أصبحت فيما بعد مسار الافتتاح في الألبوم.
حظي الألبوم بتقييمات نقدية إيجابية بشكل عام، واحتل مراكز ضمن قوائم نهاية السنة لعدة منشورات، مثل كونه في المرتبة العاشرة ضمن قائمة مجلة ذا واير لأفضل الإصدارات لعام ٢٠١٤. ومع ذلك، كانت فكرة الألبوم التي تعتمد على الصور النمطية موضوع نقد متكرر؛ إذ رأى بعض النقاد أن الفكرة تفتقر إلى العمق أو الوضوح، وأن الاستمتاع بالألبوم يكون أكبر عندما يُركز المستمع على الجانب الموسيقي فقط، في حين رأى آخرون أن الفكرة كانت منفذة بشكل أفضل من جودة المسارات نفسها.

## تاريخ

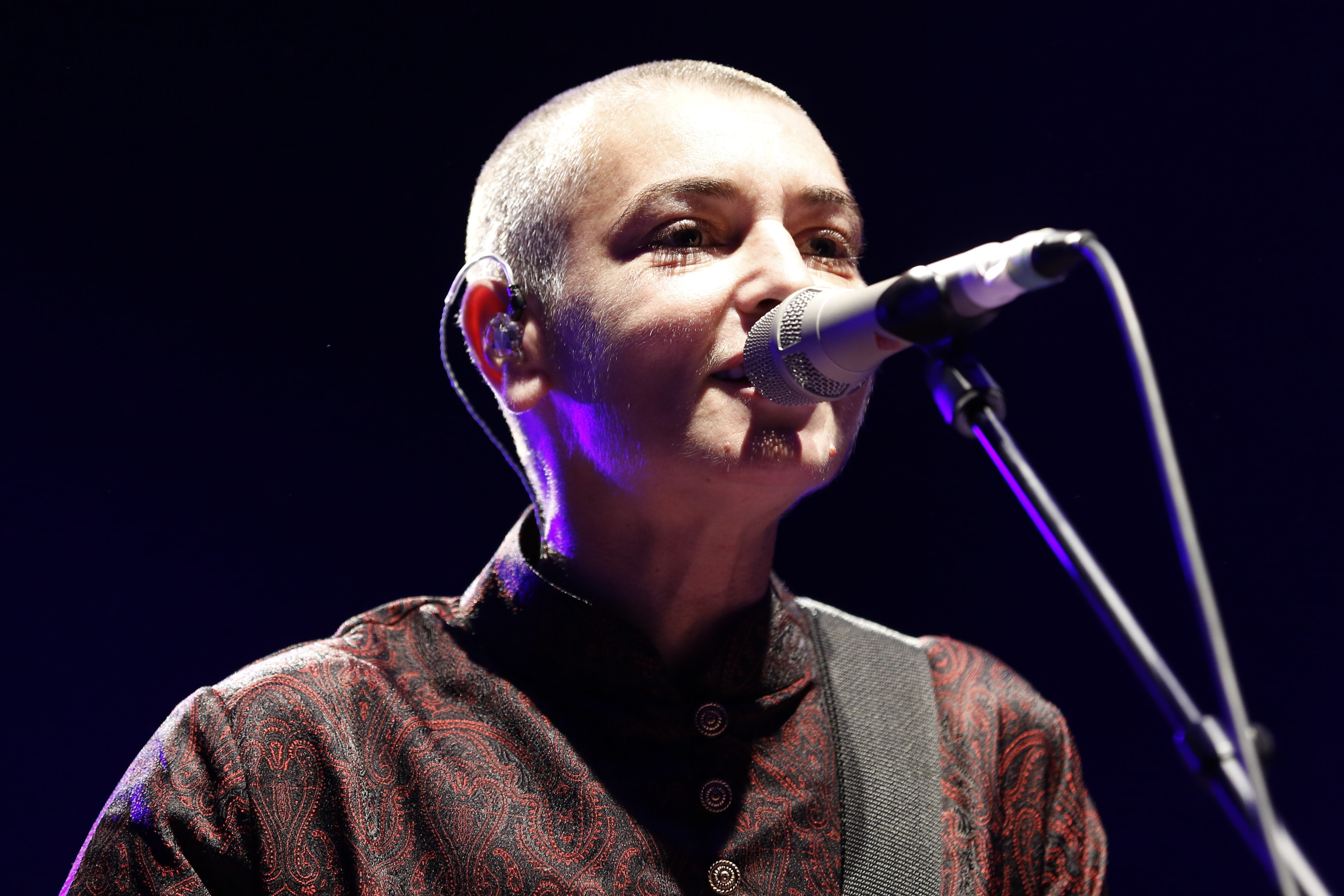
نسخة "Nothing Compares 2 U" من أغنية Prince " Nothing Compares 2 U " باللغة الصينية غير المنطقية متاحة الآن على Asiatisch.

استلهمت فاطمة القادري فكرة إنتاج ألبوم أسياش من تجربتها في دراسة الأدب الصيني في الجامعة ومن صنع ما أصبح لاحقًا مسار افتتاح الألبوم "شانزهاي (لأجل بينالي شانزهاي)". وفيما يتعلق بفترة دراستها في صف الأدب الصيني، أوضحت القادري: "حتى وإن كان ذلك عبر الترجمة، وحتى وإن كان يُدرّس في جامعة أمريكية بواسطة أستاذ أمريكي... فقد كنت مفتونة بطريقته، لأنه حقًا كان يُدخلنا إلى الصين القديمة. كان الأمر أشبه بشعر واقع افتراضي أو شيء من هذا القبيل. أعتقد أن تلك كانت المرة الأولى التي أدركت فيها شيئًا ما خارج الغرب يتم إنشاؤه."
بالنسبة لصنع مسار افتتاح الألبوم، طلب منها مجموعة من الأصدقاء في ثلاثي الفن "شانزهاي بينالي" أن تصنع، بكلماتهم، "موسيقى صينية رخيصة" تحت تسجيل أ كابيلا بلهجة "ماندرين غير مفهومة" لأغنية "لا شيء يقارن بك" للمطربة سينيد أوكونور. غنتها المغنية الصينية بلكنة البانك هيلين فنج، وكان من المقرر عرضها في معرض بمتحف الفن الحديث.
تم إنتاج مقطع موسيقي لم يتبع تعليمات الثلاثي، ولم يُعرض في المعرض، لكنه ظهر كأول أغنية في الألبوم بعنوان "شانزهاي (لأجل بينالي شانزهاي)". بشكل عام، استغرقت القادري حوالي شهر ونصف لإكمال ألبوم أسياش. صدر أغنية الألبوم الرئيسية "سيتشوان" في ١٩ آذار ٢٠١٤، والأغنية الثانية "طريق شنغهاي السريع" عُرضت لأول مرة في ٣٠ نيسان ٢٠١٤ عبر مجلة روكي. صدر الألبوم عن دار هايبردب في ٥ أيار ٢٠١٤.

## الفكرة
وصف مجلة داستيد ألبوم أسياش بأنه "تركيب تجريدي من صور صينية مزيفة" ينفذ "مزيجًا من الكاريكاتير والحلم والصورة النمطية، مع وجود القليل من أي شيء فعليًا صيني يتسلل من خلاله". الألبوم يتناول ما وصفه الصحفي سكهْديف ساندهُ من صحيفة الغارديان بأنه "محاكاة لمنتزه ترفيهي" أو "أرض عجائب خيالية علمية" للصين، وهو ما سمتْه القادري بـ"الصين المتخيلة".
"الصين المتخيلة" تمثل بيئة من الصور النمطية عن الدول والثقافات الآسيوية التي تكونت بفعل العالم الغربي، سواء في التعليم أو من خلال وسائل الإعلام مثل الأفلام، الأدب، الرسوم المتحركة، القصص المصورة، والمجلات مثل ذا إيكونوميست. قالت القادري: "الآسيا في أسياش هي عقدة من الصور النمطية التي تم تكرارها وتطويرها وتجميلها ونسيجها، وكل مرة تصبح أكثر انفصالًا عن التمثيل الأصلي الخاطئ". وأضافت أن بيئة الألبوم الصينية تتسم بالعمارة القاسية: "هناك شيء رقيق جدًا وحساس في تراكيبي اللحنية، لكنها مصنوعة بأدوات رقمية تجعلها تبدو أيضًا ضخمة وباردة".
بعض أجزاء أسياش تمثل أماكن صينية فعلية. تتضمن مسارات "شنتشن" و"طريق شنغهاي السريع" أصواتًا تحاكي التحديث المعماري السريع والنمو السكاني للصين، ويشمل مسار "وودانغ" أصواتًا "منفصلة" وصناديق سنثيسايزر توحي بالأساطير حول جبال وودانغ، حسب وصف أندرو رايس، بينما "المدينة المحرمة" "تصالح تاريخها الإمبراطوري مع وضعها الحالي كوجهة سياحية متألقة". أما مسار "سيتشوان" فحمل اسم المقاطعة الصينية "سيشوان" (الاسم الاستعماري)، والتي يُستخدم في أسماء عدة مطاعم صينية حول العالم. ووصفت القادري معنى الأغنية: "هناك فكرة أن الطعام الصيني في الصين يختلف عن الطعام الصيني الذي تجده في الغرب. هناك وهم — أنت تعرف طعم الطعام الصيني، لكن عندما تذهب إلى الصين، تصدم. تتصالح مع الواقع". أما أغنية "وشم التنين" فتتضمن صوتًا معدلًا يقول "تحدث الصينية، من فضلك"، وهو رد على العبارة "نحن سياميّون، من فضلك" من أغنية "قطة سيامي" في فيلم "ليدي والمشاكس" (١٩٥٥).
وصفت الكاتبة إيلينا هارفي كولينز مفهوم أسياش بأنه فكرة "معكوسة" للمصطلح الصيني العامي "شانزهاي"، الذي يشير إلى السلع المقلدة المصنعة في الصين. وأوضحت أن الألبوم يتحدث عن "الطرق التي تُنشر بها الأفكار الغامضة عن الصين ككتلة ثقافية وقوة اقتصادية عبر وسائل الإعلام، وكيف يصبح البلد موضوعًا لمشروعات آمال ومخاوف وأحلام في الثقافة الغربية". ومقارنةً بمفاهيم إدوارد سعيد عن الاستشراق، قال ساندهُ إن أسياش يتناول "الدول كميثولوجيات، كخيالات، كمجموعات متذبذبة من التجارة، ووسائل الإعلام الرديئة، والقصص الملفقة". واعتبرت الكاتبة ستيب كريتوفيتش أن الرسالة في أسياش غير منطقية بطريقة تشبه معظم الدعاية.

## التأليف
يقدّم الألبوم ألحانًا آسيوية من خلال عدسة نوع موسيقي غربي هو الغرايم. في الأساس، يُصنّف أسياش كألبوم سينوغرايم؛ فقد صاغ كود9 من دار هايبردب مصطلح "سينوغرايم" لوصف نمط من الغرايم يضمّ بشكل كبير عناصر من الموسيقى الآسيوية. يعكس الألبوم استخدام الألحان الآسيوية في الموسيقى الغربية التي نشأت في عصر أفلام لوني تونز القصيرة ووسائل الإعلام المشابهة، حيث كانت اللقطات الموسيقية تُركّب لمحاكاة الأشخاص الآسيويين، وأبرزها "المقطوعة الشرقية". تُقدّم الصور النمطية للثقافة الآسيوية عبر أصوات وإيقاعات منتجة إلكترونيًا، وقراءات "مجزأة" لقصائد قديمة باللغة الصينية في أغاني "لودينغ بيجينغ" و"وودانغ" و"جيد ستيرز"، مع تغييرات في المزاج "بين الطرافة، والرهبة، والإثارة الداكنة"، حسب وصف ساندهُ. تشمل الأصوات في الألبوم "طقم الآسيوية" من برنامج لوجيك برو وأصوات الناي الآسيوي على جهاز كورغ M1. وشرحت القادري القصائد المجزأة قائلة: "الصين المتخيلة فكرة مجزأة. ليست شيئًا يمكن حصره بسهولة في جملة أو جملتين — أو ثلاث أو أربع. إنها مهمة معقدة".

كما حلل نيك نيلاند من موقع بيتش فورك، فإن تراكيب المقاطع الموسيقية "خالية جدًا إلى درجة أن الأمر يبدو كما لو أن شخصًا ما أخرج معظم المحتوى وأفرغه، مما يوفر تباينًا مثيرًا للاهتمام مع فيضان الأفكار الكثيف الذي يحمله الألبوم على عاتقه": ففي حين يحتوي جزء كبير من الألبوم على وسادات سنثيسايزر "زجاجية"، توجد أيضًا لحظات تتألف من القليل أكثر من الباص أو طبول سنير بأسلوب التراب. وكتب نيلاند: "وصف الصحفي دان هانكوكس السينوغرايم بأنه نوع فرعي 'نادراً ما وُجد'، وهذا مناسب لأن القادري أيضًا تصنع موسيقى تكاد لا توجد، إلى حد أن الفجوات بين النغمات تكاد تصبح الأغاني نفسها". وقدم مراجعة منشورة في مجلة داستيد وصفًا أكثر تحديدًا لترتيب الأغاني: "معظم المسارات تمتلك إيقاعًا غير متوازن، لا هو ديناميكي ولا بسيط، بل يقع في مكان ما بينهما. تستخدم الحركات المتقطعة كنقاط مقابل للأصوات الأخرى، بدلاً من أن تكون لبنات بناء للأساس. وعندما لا يكون هذا هو الحال، كما في المسار الحالم 'شنتشن'، يكون الإيقاع دائمًا هادئًا إلى حد ما، على عكس النشاط المفرط في الغرايم 'العادي'، كما لو أن القادري تحاول توجيه نوع من التصوف الشرقي".
وفقًا لمجلة كراك، كان ألبوم أسياش "واحدًا من أكثر قصص الموسيقى الإلكترونية تحت الأرض إثارة في عام ٢٠١٤". تلقى الألبوم تقييمات إيجابية بشكل عام من الكتاب المحترفين عند صدوره، وظهر في العديد من قوائم أفضل الإصدارات في نهاية العام، حيث احتل المرتبة العاشرة في قائمة مجلة ذا واير لأفضل الإصدارات لعام ٢٠١٤.
في قوائم أفضل ألبومات الرقص والإلكترونية لعام نهاية السنة، جاء أسياش في المرتبة التاسعة ضمن مقال مجلة رولينغ ستون، بينما أشار مقال آخر في مجلة إكسكليم! حيث حل الألبوم في المرتبة العاشرة، إلى أن "أسياش هو أيضًا ألبوم من إنتاج ممتاز يستغل بذكاء النوع الفرعي قصير العمر من السينوغرايم الخاص بدار هايبردب، لكن إنجازه الحقيقي هو تذكيرنا بمدى قدرة الموسيقى، في الأيادي المناسبة، على إلهامنا لاستكشاف وتحليل الأفكار المسبقة عن الجنسية والثقافة، كل ذلك بينما تحفزنا على النقر بأصابعنا".
وكتب فنسنت بولارد في مقال آخر لإكسكليم! أن "الجانب الأكثر بروزًا في أسياش هو ثقة صوت القادري، مما يبيّن أن جودة موسيقاها قد لحقت أخيرًا بطموحاتها الفنية".
حصل ألبوم أسياش على تقييم خمس نجوم من مجلة تايم آوت لندن، حيث أشادت تامار شلايم بالعمل ووصفت الألبوم بأنه "أكثر أعمال القادري صقلًا وإثارة حتى الآن" و"تحفة في موسيقى الفيوتشر بيس من إحدى أكثر المنتجين إثارة في الساحة". ووصف الناقد الإيرلندي جيم كارول الألبوم بأنه "مجموعة أصوات مغرية ومغامرة ومثيرة تدور برؤوس المستمعين وتُركّب وتُفكك بهدف الإبهار". أما آدم ووركمان من صحيفة ذا ناشيونال، فأبرز أن الألبوم "يبدو مختلفًا تمامًا عما هو موجود الآن". في حين كتب لانري باكار في مراجعته لـالغارديان: "مع كل هذه النظريات والأساليب التي يجب تجاوزها قبل الوصول إلى الموسيقى نفسها، فمن جدارة الألبوم أنه غالبًا ما يثبت أنه أكثر من مجرد تجربة فكرية راقية مستوحاة من إدوارد سعيد".
وأشادت إيمي كليف في مراجعتها لمجلة فاكت بأن "ما يكسب الألبوم إعجابي الكامل هو الدقة التي يتناول بها موضوعه، حيث يخلق تجربة استماع مليئة بالمساحات المفتوحة ولحظات الهدوء قبل العاصفة، مما يسمح للشخصية أن تتصادم مع التقليد، فيما تتفاعل الآلات الشرقية مع شبكة معدنية من الضوضاء". كما قال أندرو هانا من مجلة ذا لاين أوف بست فيت إن الألبوم يجمع بين "تجربة استماع متماسكة وتعليق منطقي على النظرة الغربية"، وهو "تركيبة نادرة وقوية". وأشار إلى أن كل مسار في الألبوم يستخدم نفس مجموعة الأدوات الموسيقية، وهو ما يخدم وحدة الألبوم ويجعله متماسكًا بالكامل. وفي مراجعة لمجلة كراك، قالت آنا تيهابسيم إن "الألبوم في جوهره يتناول التشويه الثقافي والاندماج الصوتي من خلال عدة تزويرات وأخطاء، ومع ذلك، من خلال صياغتها لعالم مزيف شرقي ساحر ومعروف بشكل مقلق، يشكل أسياش أقوى بيان فني لفاطمة القادري حتى الآن".
من الانتقادات الشائعة أن ألبوم أسياش، رغم كونه ممتعًا من الناحية الموسيقية، يفتقر إلى العمق والوضوح في نواياه المفهومية. أشاد نيك نيلاند بـ"الفراغ النقي" في الألبوم، والذي ساعد في تعزيز الإحساس المنتشر بالاغتراب الناتج عن تعرض الفرد لمجتمع تم تكراره عبر النسخ عدة مرات. ومع ذلك، كان مترددًا بشأن كون الألبوم "سجلًا سياسيًا فقط بمعنى ضعيف، إذ لا يطرح تصريحات صريحة كثيرة". كما كتب أن "ليس من السهل دائمًا تتبع نوايا فاطمة القادري، والنطاق الذي تعمل فيه خالٍ إلى حد كبير من الديناميكية قد يزعج أحيانًا".
وبالمثل، انتقد أندرو رايس نقص العمق في تعليقات الألبوم على الصور النمطية الصينية، معتبراً أن "ذلك قد يُعتبر على مستوى ما مسيئًا، حيث يغطّي التبني السطحي للثقافة على أنه شيء أذكى". لكنه رأى أن ألبوم أسياش، دون النظر إلى فكرته، كان "مذهلًا" كألبوم تجريبي في نوع الغرايم.
في حين اعتبر ناقد من مجلة ذا كوايتس أن الألبوم، بالرغم من كونه "تجربة ممتعة وذكية في السينوغرايم"، إلا أنه "لا يقدم تصحيحًا للتقليد الثقافي الغربي، بل محاكاة دقيقة له، ولهذا السبب فهو عرضة لبعض الانتقادات التي يهدف إليها".
ونقد ناقد من مجلة داستيد الألبوم، مشيدًا بالمقاطع الموسيقية "المثيرة والمتنوعة والمُنتجة ببراعة"، لكنه وصف الألبوم بأنه "فرصة ضائعة" لتقديم تعليق على الواقع الفعلي للصين: "فاطمة القادري لا توهم أحدًا بأنها تحاول التقاط واقع الصين، فهي تعمل في مجال تخيلي إلى حد كبير، ومن ثم تُفقد أي فرصة للتعليق على العالم — الصين وما بعدها".
من ناحية أخرى، رأى بعض النقاد أن فكرة ألبوم أسياش كانت منفذة بشكل أفضل من جودة الأغاني نفسها. كتب ريتشي كيفين من مجلة ناو أن الألبوم يتكون من "مشاهد صوتية فاترة، بلا حيوية وباهتة لحنياً تخدم الفكرة بشكل أفضل مما تخدم المستمع". أما جوش سانثاراسيفام من مجلة دروند إن ساوند، فقام بمقارنة غير إيجابية بين أسياش وألبوم القادري السابق "ضربة الصحراء" (٢٠١٢)، واصفًا إياه بأنه "ألبوم يحقق وظيفته الرئيسية في نقد الصور النمطية الغربية عن الشرق، لكنه غالبًا على حساب جودة أغانيه".
ورفضت كيت هاتشينسون من مجلة إن إم إي الألبوم ووصفتَه بأنه "أكثر تصنعًا" من إصدارات القادري السابقة، مضيفة أنه "بسيط إلى حد الفراغ وبطيء بشكل يجعله مملًا للغاية". وخلصت إلى أنه مع نهاية الألبوم، "قد يكون إصرار القادري على استخدام زر جوقة لوحة المفاتيح قد دفع المستمع إلى حد الانفجار".
وكان نقص "المساحة" في الألبوم موضوع نقد متكرر أيضًا. حيث كان ناقد من موقع ميوزيك أو إم إتش مترددًا بين "الإحساس المكشوف بالفضاء والسيطرة المحكمة التي تهدد بخنق كثير من وسط الألبوم". ورأى أن "هناك أوقاتًا في أسياش حيث يبدو أن الأصوات مقيدة إلى حد ما وتُبقي الصوت العام أضيق مما ينبغي". وبالمثل، كتب سانثاراسيفام أن استخدام "المساحة والصمت" كان من أفضل جوانب ألبوم "ضربة الصحراء"، في حين أن "المساحات في أسياش تبدو أشبه بالفراغات - فبدلاً من أن تؤكد الموسيقى، يبدو أن أي زخم يتولد يتلاشى من خلالها". ورأى أن الأصوات "ممتدة بشكل رقيق جدًا بحيث لا تتمكن المسارات من إحداث تأثير جاد على الحواس".

## قائمة الأغاني
| #   | عنوان                                                                          | المدة |
| --- | ------------------------------------------------------------------------------ | ----- |
| 1.  | "Shanzhai (For Shanzhai Biennial)" (featuring vocals and lyrics by Helen Feng) | 4:30  |
| 2.  | "Szechuan"                                                                     | 4:49  |
| 3.  | "Wudang"                                                                       | 5:29  |
| 4.  | "Loading Beijing"                                                              | 1:12  |
| 5.  | "Hainan Island"                                                                | 2:58  |
| 6.  | "Shenzhen"                                                                     | 3:45  |
| 7.  | "Dragon Tattoo"                                                                | 5:32  |
| 8.  | "Forbidden City"                                                               | 1:52  |
| 9.  | "Shanghai Freeway"                                                             | 5:28  |
| 10. | "Jade Stairs"                                                                  | 1:17  |

## الاعتمادات
- "Shanzhai (For Shanzhai Biennial)" هي أغنية غلاف لأغنية " Nothing Compares 2 U " للفنانة Sinéad O'Connor . [21]
- "Dragon Tattoo" تحتوي على كلمات من "The Siamese Cat Song" من فيلم Lady and the Tramp (1955). [22]
- تستخدم أغاني "تحميل بكين" و"وودانغ" و"سلالم اليشم" عينات من الشعر الصيني الكلاسيكي، [21] وتستخدم أغنية "وودانغ" ما وصفه موقع Pitchfork بأنه تسجيل صوتي "مشوه" لقصيدة "شجرة الخوخ الرقيقة". [22]

- تأليف وإنتاج فاطمة القادري
- كلمات أغنية "شانزهاي (لبينالي شانزهاي)" بقلم هيلين فنغ
- تم مزجها بواسطة Lexxx في استوديوهات Konk في لندن
- تم إتقانه بواسطة Beau Thomas في Ten Eight Seven Mastering في لندن
- عمل فني من بينالي شانتشاي
- تصوير آسجر كارلسن

## تاريخ الإصدار
| منطقة  | تاريخ       | التنسيقات | ملصق     |
| ------ | ----------- | --------- | -------- |
| عالميًا | 5 مايو 2014 |           | هايبردوب |

## المخططات البيانية
| الرسم البياني (2014)                          | قمة موضع |
| --------------------------------------------- | -------- |
| ألبومات الولايات المتحدة العالمية ( بيلبورد ) | 15       |

## روابط خارجية
- الموقع الرسمي لفاطمة القادري

قالب:Fatima Al Qadiri